# August Hahn
August Hahn (født 27. marts 1792, død 13. maj 1863) var en tysk teolog.
Hahns navn er særlig knyttet til kampen mod den ved 19. århundredes begyndelse herskende rationalisme. Efter en kortere virksomhed ved præsteseminariet i Wittenberg, under hvilken han genvandt sin barnetro, som han under studierne i Leipzig havde mistet, blev han 1819 universitetslærer i Königsberg og 1821 professor og præst i Leipzig, hvor han skrev en disputats Om Rationalismens sande Natur og dens Forhold til Naturalismen, i hvilken han hævdede, at de rationalistiske professorer ikke var kristelige lærere og burde gå ud af kirken. Derved førtes han ind i heftige kampe.
1833 blev han kaldet til Breslau for at bekæmpe rationalismen der, først som professor, senere som generalsuperintendent for Schlesien (fra 1844), i hvilken stilling han atter indførte ordinationsforpligtelsen på den augsburgske konfession. Hans teologiske standpunkt var bibelsk supranaturalisme, og han optrådte ret skarpt — om end vistnok mod sin vilje — imod gammellutheranerne. Af hans skrifter må nævnes Lehrbuch des Christlichen Glaubens (2. oplag 1857) og Bibliothek der Symbole und Glaubensregeln der alten Kirche (3. oplag 1897).
1. ↑  Navnet er anført på engelsk og stammer fra Wikidata hvor navnet endnu ikke findes på dansk.